# Elección para alcalde de Filadelfia de 2007
La elección para alcalde de Filadelfia de 2007 tuvo lugar el 6 de noviembre. 

## Primaria demócrata
| Resultados de las primarias demócratas | Resultados de las primarias demócratas | Resultados de las primarias demócratas | Resultados de las primarias demócratas | Resultados de las primarias demócratas | Resultados de las primarias demócratas |
| Partido                                | Partido                                | Candidato/a                            | Votos                                  | %                                      |                                        |
| -------------------------------------- | -------------------------------------- | -------------------------------------- | -------------------------------------- | -------------------------------------- | -------------------------------------- |
|                                        | Demócrata                              | Michael Nutter                         | 106,805                                | 36.64%                                 |                                        |
|                                        | Demócrata                              | Tom Knox                               | 71,731                                 | 24.61%                                 |                                        |
|                                        | Demócrata                              | Bob Brady                              | 44,474                                 | 15.26%                                 |                                        |
|                                        | Demócrata                              | Chaka Fattah                           | 44,301                                 | 15.20%                                 |                                        |
|                                        | Demócrata                              | Dwight Evans                           | 22,782                                 | 7.82%                                  |                                        |
|                                        | Demócrata                              | Queena Bass                            | 950                                    | 0.33%                                  |                                        |
|                                        | Demócrata                              | Jesus White                            | 437                                    | 0.15%                                  |                                        |
| Total                                  | Total                                  | Total                                  | 291,492                                | 100.0%                                 |                                        |

## Primaria republicana
| Resultados de las primarias republicanas | Resultados de las primarias republicanas | Resultados de las primarias republicanas | Resultados de las primarias republicanas | Resultados de las primarias republicanas | Resultados de las primarias republicanas |
| Partido                                  | Partido                                  | Candidato/a                              | Votos                                    | %                                        |                                          |
| ---------------------------------------- | ---------------------------------------- | ---------------------------------------- | ---------------------------------------- | ---------------------------------------- | ---------------------------------------- |
|                                          | Republicano                              | Al Taubenberger                          | 17,449                                   | 99.50%                                   |                                          |
| Total                                    | Total                                    | Total                                    | 17,537                                   | 100.0%                                   |                                          |

## Elección general
| Elección para alcalde de Filadelfia de 2007 | Elección para alcalde de Filadelfia de 2007 | Elección para alcalde de Filadelfia de 2007 | Elección para alcalde de Filadelfia de 2007 | Elección para alcalde de Filadelfia de 2007 | Elección para alcalde de Filadelfia de 2007 |
| Partido                                     | Partido                                     | Candidato/a                                 | Votos                                       | %                                           |                                             |
| ------------------------------------------- | ------------------------------------------- | ------------------------------------------- | ------------------------------------------- | ------------------------------------------- | ------------------------------------------- |
|                                             | Demócrata                                   | Michael Nutter                              | 227,090                                     | 82.52%                                      |                                             |
|                                             | Republicano                                 | Al Taubenberger                             | 46,984                                      | 17.07%                                      |                                             |
|                                             | Socialista de los Trabajadores              | John R. Staggs                              | 1,038                                       | 0.38%                                       |                                             |
| Total                                       | Total                                       | Total                                       | 275,190                                     | 100.0%                                      |                                             |
|                                             | Control Demócrata                           |                                             |                                             |                                             |                                             |